# 珍妮弗·摩根
珍妮弗·摩根（英語：Jennifer Morgan，1971年3月13日—）是一名美國科技主管。她是SAP SE的前聯合執行長。摩根在2017年成為有史以來第一位被任命為SAP執行董事會成員的美國女性。摩根是SAP公司的第一位女性執行長，也是DAX指數公司的第一位女性執行長。

## 早年生活和教育
摩根在北弗吉尼亞州出生和長大。她就讀於詹姆斯·麥迪遜大學。畢業後，摩根開始在安盛咨詢（現在的埃森哲）工作，在那裡她遇到了她的丈夫邁克爾·摩根（Michael Morgan）。

## 職業生涯
在安盛咨詢工作後，摩根於2000年至2004年在希柏系統軟體有限公司擔任業務發展職務。摩根於2004年加入SAP，成為該公司公共部門業務的一部分。從那時起，摩根在SAP領導層中迅速崛起。在短短的五年內，摩根從SAP監管行業總裁變成美洲和亞太地區日本的總裁。2017年，摩根被任命為SAP執行董事會成員，2019年4月，她成為SAP雲業務集團的總裁。2019年10月，在執行長孟鼎銘離職後，摩根和同為SAP執行委員會成員的克里斯蒂安·克萊因被任命為SAP的聯合執行長。
2015年起，在摩根擔任SAP北美區總裁期間，她領導了縮小SAP公司性别薪酬差距的努力。在對摩根的倡議進行獨立審計後，SAP在全公司範圍內提高100多萬美元的工資，從而使99%的男性和女性獲得同等報酬。
2019年1月，摩根推出了她的播客「A Call to Lead」。該播客針對中年專業人士，討論領導力和職業發展。摩根的播客嘉賓包括學者、商業人士和政府官員（包括第一夫人吉兒·拜登、西蒙·斯涅克）。
2020年4月30日，摩根以與公司董事會共同決定為由，辭去她的聯合執行長職務。
2020年11月，黑石集團宣布摩根加入公司，擔任其首個全球投資組合轉型和人才主管。

## 榮譽
2017年，紐約科學館向摩根頒發傑出領導獎。
2018年，摩根在《富比士》全球最有權勢的女性排行榜上排名第55位，2019年排名第49位。
2019年，《財富》雜誌將摩根評為50位最具影響力的商界女性名單中的第43位。

## 外部連結
- Jennifer Morgan / Co-Chief Executive Officer (Co-CEO) （页面存档备份，存于） SAP SE